# 유령대소동
《유령대소동》(The Real Ghostbusters)은 1984년작 코미디 영화 고스트버스터즈의 스핀오프/속편인 미국 애니메이션 TV 시리즈이다. 1986년 9월 13일부터 1991년 10월 5일까지 ABC에서 방영되었다. 대한민국에서는 MBC를 통해 1989년 8월부터 1990년 4월까지 방영되었다.

## 한국판 성우진 (MBC)
- 권혁수 - 피터 밴크먼
- 박기량 - 이곤 스팽글리
- 황윤걸 - 윈스턴 제드모어
- 이인성 - 먹깨비
- 손원일 - 레이
- 이선주 - 제닌